# FL ザ・ブロック
FL ザ・ブロック（エフエル ザ・ブロック）は、バンダイより1981年に発売されたブロックくずしのLSIゲーム。

## 概要
ラケットのサイズで難易度が変更できる。ゲームは「スタンダード」「障害物あり」「左右に移動するお邪魔ブロックあり」「点滅するエイリアンブロックあり」「ブロックが左右に移動するピンボールあり」の5種類がある。
パドルコントローラーでのプレイは、アーケードゲームの感覚に近く、ブロックくずしの滑らかな動きを再現している。FLゲーム機でパドルのようなインターフェースを搭載している機種は当時としては珍しく話題となった。
当時としてはかなり高価な電子ゲーム機であったが、流線型のボディのデザインに定評があり、テーブルに置いた時の安定感も抜群であった。縦20センチという大きなサイズの割に画面は小さく、プレイヤーがけがをしないように角が丸くなっている。